# Oratorio dell'Arciconfraternita della Misericordia
L'oratorio dell'Arciconfraternita della Misericordia è una piccola chiesa di Siena, situato in via del Porrione.

## Storia e descrizione
La sede attuale fu ricavata tra il 1836 e il 1838 unendo gli oratori di Sant'Antonio Abate (appartenente alla compagnia fondata verso il 1250 dal beato Andrea Gallerani) e della Madonna della Stella. Ancora oggi è l'oratorio della Confraternita della Misericordia di Siena, che ha sede nello stesso sito in via del Porrione a Siena.
All'entrata della chiesa si conservano un Angelo annunziante e una Vergine annunziata, statue policrome dello scultore tardo cinquecentesco Domenico Cafaggi, già attribuite al Marrina. Il Sant'Antonio abate leigneo è invece attribuito a Giovanni di Turino.
Sull'altare maggiore un trittico con la Madonna con il Bambino, sant'Antonio Abate e san Paolo apostolo opera giovanile di Girolamo del Pacchia (inizio del XVI secolo).
Sulle pareti della chiesa sette lunette con Storie di sant'Antonio Abate eseguite tra la fine del Cinquecento e i primi anni del Seicento da un'équipe dei principali pittori senesi: Alessandro Casolani, Francesco Vanni, Pietro Sorri, Rutilio Manetti, Sebastiano Folli.
Il 17 gennaio di ogni anno vengono benedetti nella chiesa i mangimi e gli animali, di cui sant'Antonio Abate è protettore.
Nell'atrio che precede la chiesa sono esposte tre lettighe usate dall'Arciconfraternita all'inizio del XX secolo.
Al primo piano, nella sala del Consiglio dell'arciconfraternita, testate di bara dipinte da Guidoccio Cozzarelli e Domenico Beccafumi e un Ritratto di Bartolomeo Carosi di Pietro Sorri.